# Arnica
- Commons
- Wikispecies

Arnica é um gênero de aproximadamente 30 espécies de plantas perenes, herbáceas, que pertencem à família das Asteráceas (Asteraceae). O nome arnica significa pele de cordeiro, aludindo ao tato de suas folhas, suaves e peludas.
Este gênero circumboreal e montanhoso floresce em sua maioria nas regiões temperadas da América do Norte ocidental. Duas espécies são originárias da Eurásia (A. angustifolia e A. montana).
Algumas larvas de lepidópteros (como Bucculatrix arnicella) alimentam-se de arnica.
A arnica possui as propriedades medicinais devido aos flavonóides, sendo muitos e variados seus usos. Dentre os principais podemos citar: cicatrização de ferimentos superficiais, combate de hemorragias leves, além de ser um ótimo anti-inflamatório natural de uso externo. A arnica não deve ser utilizada por via oral, por ser comprovadamente hepatotóxica.
Várias espécies, como Arnica montana e Arnica chamissonis contém helenalina, uma lactona que é um ingrediente essencial em preparados anti-inflamatórios provenientes de contusões.

## Características
As plantas de Arnica possuem um caule ereto, com raízes profundas e geralmente sem ramificações. As suas folhas opostas, felpudas, nascem em direção ao ápice do caule. As folhas basais, ovóides e coriáceas, são dispostas em roseta.
Apresentam grandes flores amarelas ou alaranjadas, geralmente com 6–8 cm (2–3 in) de largura, e 10–15 cm (4–6 in) flores radiais de comprimento e numerosas flores discais. Os filários (uma bráctea sob a inflorescência) possuem pêlos longos e dispersos. Cada filário está associado a uma florzinha de raio. As espécies de Arnica, com uma invólucro (um círculo de brácteas dispostas em redor da inflorescência) dispostas em duas fileiras, têm apenas os seus filários externos associados a pequenas flores de raio. As flores têm um ligeiro odor aromático.
O fruto semelhante a uma semente, possui um papo de cerdas plumosas, brancas ou castanho-claras. Toda a planta exala um odor forte e distinto a sálvia quando as folhas das plantas maduras são esfregadas ou partidas.

## Arnica montana
A espécie Arnica montana, nativa da Europa, é utilizada há muito tempo na medicina popular, ainda se não existe evidência clínica no seu uso homeopático como terapia eficaz. 

### Toxicidade
Arnica montana contém uma toxina, a helenalina, que pode ser venenosa se a planta for ingerida em grandes quantidades, e causar também irritação cutânea se em contacto direto com a planta. As preparações médicas podem causar irritação da pele se aplicadas topicamente, e os efeitos adversos ou secundários podem incluir dor de cabeça e sonolência, se ingeridos. Doses elevadas podem ter efeitos adversos extremamente graves, incluindo a morte. 

## Espécies
- Arnica acaulis (Walt.) B.S.P. -- Common Leopardbane
- Arnica alpina (L.) Olin—Alpine Arnica (sinónimo de Arnica angustifolia subsp. alpina)
- Arnica amplexicaulis Nutt. -- Clasping Arnica, Streambank Arnica (sinónimo de Arnica lanceolata subsp. amplexicaulis)
- Arnica angustifolia Vahl—Narrowleaf Arnica
  - Arnica angustifolia subsp. alpina (L.) I. K. Ferguson
  - Arnica angustifolia subsp. tomentosa Downie & Denford
- Arnica cernua T.J. Howell—Serpentine Arnica
- Arnica chamissonis Less. -- Chamisso Arnica
  - Arnica chamissonis subsp. foliosa (Nutt.) Maguire
- Arnica cordifolia Hook. -- Heart-leaf Leopardbane, Heartleaf Arnica
- Arnica dealbata Baldwin (formerly Whitneya dealbata)
- Arnica discoidea Benth. -- Rayless Arnica
- Arnica X diversifolia Greene (pro sp.) -- Curtis Churchmouse Threeawn, Rayless Arnica, Sticky Arnica
- Arnica frigida C.A. Mey. ex Iljin—Snow Arnica (sinónimo de Arnica griscomii subesp. frigida)
- Arnica fulgens Pursh—Foothill Arnica, Orange Arnica, Shining Leopardbane
- Arnica x gracilis Rydb. -- Smallhead Arnica (híbrido natural entre A. latifolia e A. cordifolia)
- Arnica griscomii Fernald
  - Arnica griscomii subsp. frigida (C. A. Mey. ex Iljin) S. J. Wolf
  - Arnica griscomii subsp. griscomii Downie & Denford
- Arnica lanceolata Nutt. -- Arnica, Lanceleaf Arnica
  - Arnica lanceolata subsp. amplexicaulis (Nutt.) Gruezo & Denford
  - Arnica lanceolata subsp. lanceolata Gruezo & Denford
- Arnica latifolia Bong. -- Broadleaf Arnica
- Arnica lessingii (Torr. & Gray) Greene—Nodding Arnica
  - Arnica lessingii subsp. lessengii
  - Arnica lessingii subsp. norbergii Hult. & Maguire
- Arnica lonchophylla Greene—Longleaf Arnica
  - Arnica lonchophylla subsp. arnoglossa (Greene) Maguire
  - Arnica lonchophylla subsp. lonchophylla
- Arnica longifolia D.C. Eat. -- Longleaf Arnica, Spearleaf Arnica
- Arnica louiseana Farr—Lake Louise Arnica
- Arnica mallotopus (anteriormente Mallotopus japonicus)
- Arnica mollis Hook. -- hairy arnica, wooly arnica
- Arnica montana L. -- Mountain Arnica
- Arnica nevadensis Gray—Nevada Arnica
- Arnica ovata Greene
- Arnica parryi Gray—Nodding Arnica, Parry's Arnica
- Arnica rydbergii Greene—Rydberg Arnica, Rydberg's Arnica, Subalpine Arnica
- Arnica sachalinensis (Regel) A. Gray
- Arnica sororia Greene—Twin Arnica
- Arnica spathulata Greene—Klamath Arnica
- Arnica unalaschcensis Less. -- Alaska Arnica
- Arnica venosa Hall—Shasta County Arnica
- Arnica viscosa Gray—Mt. Shasta Arnica

## Classificação do gênero
| Sistema | Classificação                                | Referência               |
| ------- | -------------------------------------------- | ------------------------ |
| Linné   | Classe Syngenesia, ordem Polygamia superflua | Species plantarum (1753) |

## Galeria de fotos

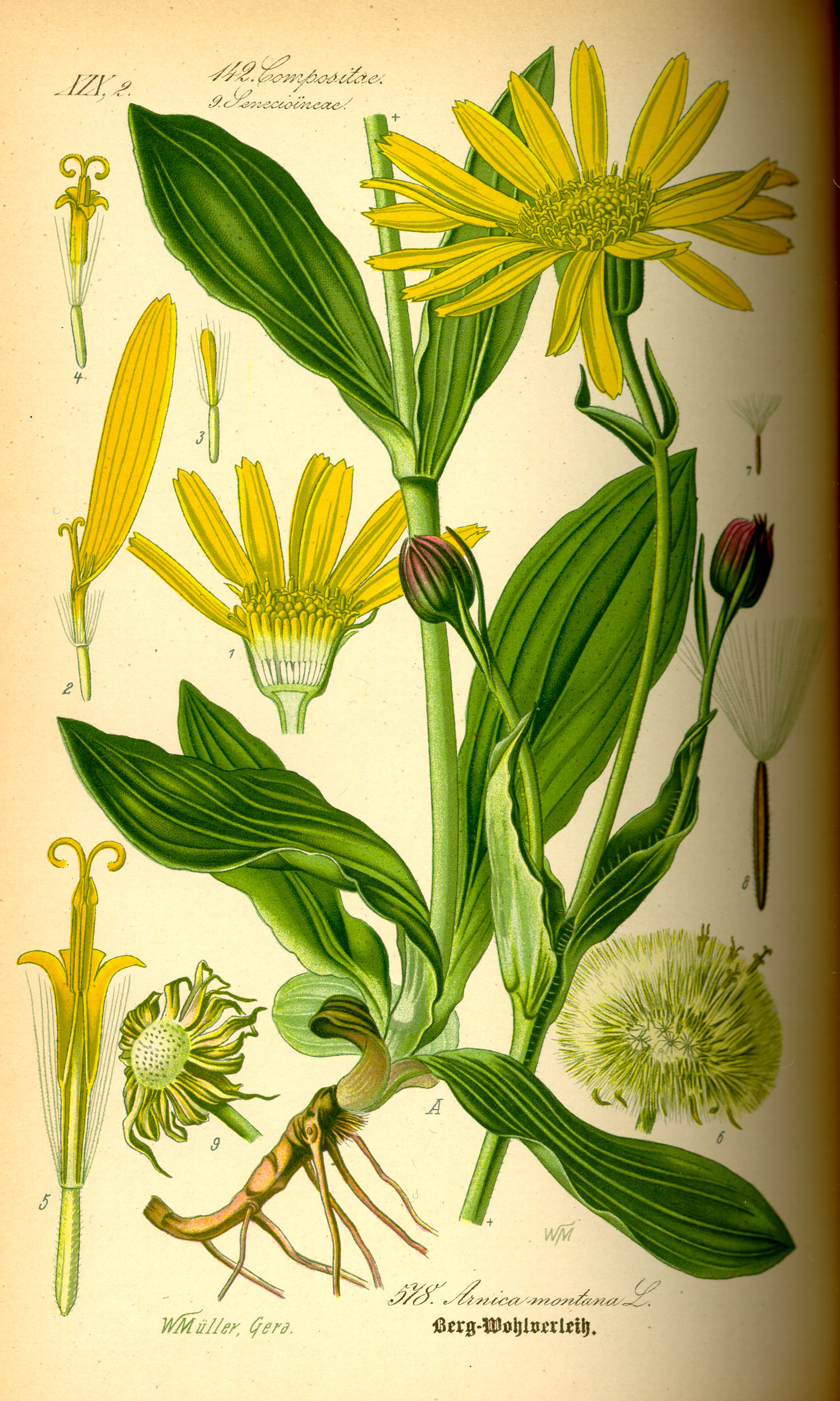
Arnica montana
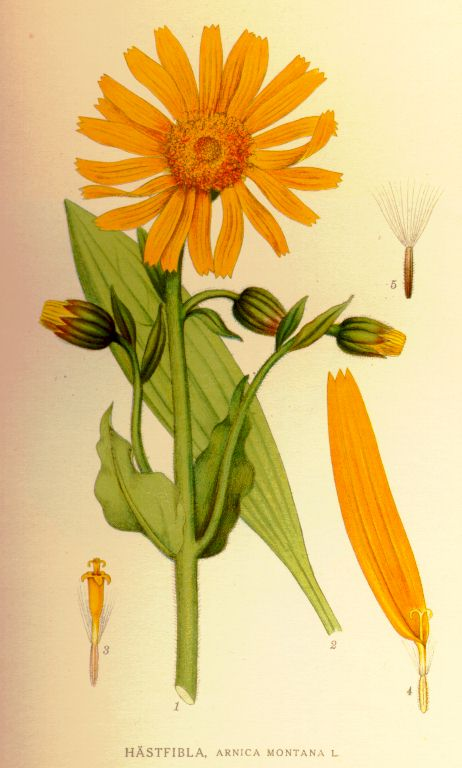
Arnica montana
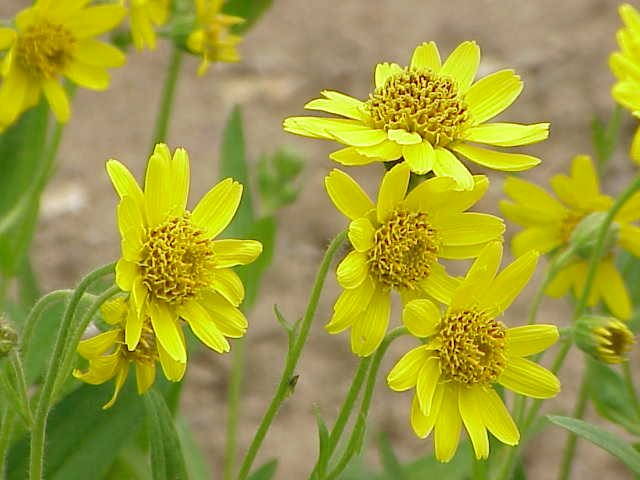
Arnica longifolia
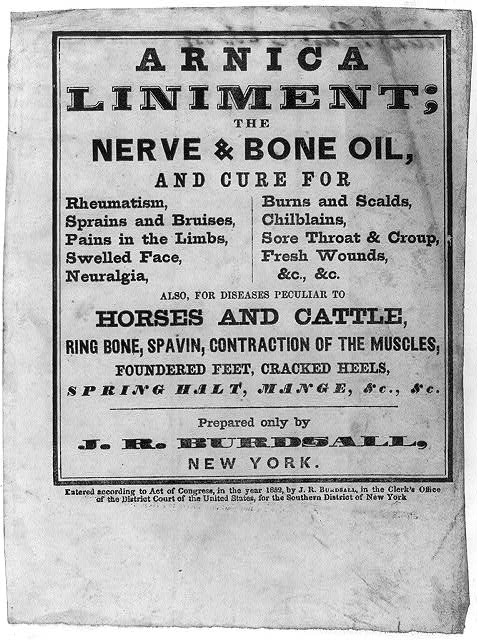
Remédio a base de arnica